# Ciborro
Ciborro is een plaats (freguesia) in de Portugese gemeente Montemor-o-Novo en telt 841 inwoners (2001).